# Blood Delirium
Blood Delirium är det amerikanska death metal-bandet The Ravenous andra studioalbum. Albumet utgav 2003 som en 12" vinyl-LP av skivbolaget Displeased Records och som en CD 24 februari 2004 av skivbolaget Red Stream, Inc. CD-utgåvan innehåller ett bonusspår, videon "	Mordum / August Underground".

## Låtlista
Sida A
1. "Razor Blade Salvation" – 3:49
2. "Mordum" – 1:19
3. "August Underground" – 3:50
4. "Gore Whore" – 4:35
5. "Baptized by Demon's Piss" – 2:42
6. "Nightmares in a Damaged Brain" – 2:11

Sida B
1. "Festering Beneath the Fog" – 3:39
2. "A Corpse Is Forever	" – 2:16
3. "Blood Delirium" – 3:32
4. "Spawned by Ghoul Insemination" – 5:28
5. "You Will Be Eaten Alive" – 2:07

Bonusspår på CD-utgåvan
1. "Mordum / August Underground" (video) – 5:43

Text: Killjoy (alla låtar utan B5 av Chris Reifert)
Musik: Chris Reifert (alla låtar utan B3 av Clint Bower och B4 av Danny Coralles)

## Medverkande
Musiker (The Ravenous-medlemmar)
- Chris Reifert – sång, trummor
- Killjoy (Frank Pucci) – sång
- Danny Lilker – basgitarr
- Clint Bower – gitarr
- Danny Coralles – gitarr

Bidragande musiker
- Chris "The Heathen" Valagao – sång (spår A4, A5)

Produktion
- The Ravenous – producent
- Randall Rhodes – ljudtekniker (Woo Woo Studios)
- Blair Calibaba –  ljudtekniker (Lemon Loaf Studios)
- Robert Blackburn – ljudtekniker (Blackdog Studios)
- Butcher (James M. Block) – mastering
- Cristie "Crusty" Whiles – omslagsdesign
- Michael T. Schneider – omslagskonst
- Manuel Tinnemans – omslagskonst
- Ryan Nicholson – assisterande sampling
- Susan6 – foto